# نورالدین بطروجی
ابو اسحق نورالدین بِطروجی (عربی: أبو إسحاق البطروجی) (که در غرب با نام لاتینی‌شده Alpetragius (آلپتراگیوس) شناخته می‌شود) (درگذشته حدود ۱۲۰۴) ستاره‌شناس اندلسی عربی‌نویس و از قضات دینی در اندلس بود.  بطروجی اولین منجمی بود که یک منظومه نجومی غیر بطلمیوسی را به عنوان جایگزینی برای مدل‌های بطلمیوسی ارائه کرد و در آن سیارات توسط کره‌های زمین‌مرکزی حمل می‌شدند. یکی دیگر از جنبه‌های اصلی منظومه او این بود که او علت فیزیکی حرکات آسمانی را پیشنهاد کرد.  سامانه جایگزین او در طول قرن سیزدهم در بیشتر اروپا گسترش یافت. 
دهانه بطروجی روی ماه به نام او نامگذاری شده‌است.

## زندگی
تقریباً هیچ چیز در مورد زندگی او مشخص نیست، به جز اینکه نام او احتمالاً شکل عربی‌شده منطقه «لُس پدروچِس»، منطقه‌ای نزدیک قرطبه گرفته شده‌است.  او شاگرد ابن طفیل و معاصر ابن رشد بود.

## مدل سیاره‌ای
بطروجی نظریه‌ای در مورد مدار سیاره‌ها ارائه کرد که در آن می‌خواست هم از حرکت برون‌چرخ و هم از برون‌مرکزیت اجتناب کند، و با ترکیب چرخش‌های کره‌های هم‌مرکزی، پدیده‌های خاص ستارگان سرگردان را توضیح دهد. این اصلاحی بود از سامانه حرکت سیاره‌ای که توسط پیشینیانش، ابن باجه و ابن طفیل ارائه شد. بطروجی در جایگزینی مدل سیاره‌ای بطلمیوس ناموفق بود، زیرا پیش‌بینی‌های عددی موقعیت‌های سیاره‌ای در پیکربندی او از دقت کمتری نسبت به مدل بطلمیوسی برخوردار بودند، دلیل آن نیز دشواری نگاشت مدل برون‌چرخزاد بطلمیوس بر روی کره‌های هم‌مرکز ارسطو بود.
بر اساس ترجمه‌های لاتین گفته می‌شود که نظام او به‌روزرسانی و فرمول‌بندی مجدد سامانه اودوکسوس کنیدوسی همراه با حرکت ستارگان ثابت است که توسط زرقالی ایجاد شده‌است. با این حال، معلوم نیست که کیهان‌شناسان اندلسی به آثار ادوکسوس دسترسی یا آگاهی داشته‌اند یا خیر. 
یکی از جنبه‌های اصلی منظومه بطروجی، پیشنهاد او دربارهٔ علت فیزیکی حرکات آسمانی است. او نظریه میل " (اولین بار توسط جان فیلوپونوس پیشنهاد شد) و مفهوم شوق (انگیزه) ابوالبرکات بغدادی را ترکیب می‌کند تا توضیح دهد که چگونه انرژی از اولین حرکت دهنده‌ای که در کره نهم قرار دارد به کره‌های دیگر منتقل می‌شود و با این کار سرعت متغیر کره‌های دیگر و حرکات مختلف را توضیح می‌دهد. او با این ایده ارسطویی که نوع خاصی از پویایی برای هر جهان وجود دارد، در تضاد است و در عوض همان پویایی را برای جهان‌های زیرقمری و آسمانی اعمال می‌کند. 
سامانه جایگزین او در طول قرن سیزدهم در بیشتر اروپا گسترش یافت و بحث‌ها و رد ایده‌های او تا قرن شانزدهم ادامه یافت.  کوپرنیک هنگام بحث در مورد نظریه‌های نظم سیارات زیرین‌تر، سامانه خود را در کتاب درباره گردش اجرام آسمانی ذکر کرد. 

## آثار
بطروجی «کتاب الهیئة» (کتاب اخترشناسی) را به عربی نوشت که نقدی از المجسطی بطلمیوس را از دیدگاه فیزیکی ارائه کرد. این کتاب بین قرن‌های ۱۳ و ۱۶ در اروپا به خوبی شناخته شده بود و به عنوان جایگزین معتبری برای المجسطی بطلمیوسی در محافل علمی تلقی می‌شد. 
کتاب اخترشناسی بطروجی توسط مایکل اسکات در سال ۱۲۱۷ با نام De motibus celorum به لاتین ترجمه شد (برای اولین بار در سال ۱۵۳۱ در وین چاپ شد). ترجمه عبری توسط موسی بن تبون در سال ۱۲۵۹ انجام شد. 
همچنین یک رساله ناشناس در مورد جزر و مد (Escorial MS 1636، مورخ ۱۱۹۲) وجود دارد که حاوی مطالبی است که ظاهراً از بطریجی به عاریت گرفته شده‌است. 

## یادداشت
1. ↑  Samsó & 19080.
2. ↑  J., Vernet. "al-Biṭrūd̲j̲ī" (به انگلیسی).
3. 1 2 3 4 5 6 7 8  Samsó 2007.
4. 1 2 3  Samsó 1980.
5. ↑  Bernard R. Goldstein (March 1972). "Theory and Observation in Medieval Astronomy", Isis 63 (1), p. 39-47 [41].
6. ↑  Ptolemaic Astronomy, Islamic Planetary Theory, and Copernicus's Debt to the Maragha School, Science and Its Times, Thomson Gale. (inaccessible document)
7. ↑  Pederson, Olaf. (1978) Science in the Middle Ages. ed. by David Lindberg. Chicago: Chicago University Press. p. 321